# Eumerus angustifrons
Eumerus angustifrons är en tvåvingeart som beskrevs av Friedrich Hermann Loew 1848. Eumerus angustifrons ingår i släktet månblomflugor, och familjen blomflugor.
Artens utbredningsområde är Turkiet. Inga underarter finns listade i Catalogue of Life.